# Tinja-Riikka Korpela
Tinja-Riikka Korpela, född den 5 maj 1986 i Uleåborg, Finland, är en finländsk fotbollsspelare som spelar för Servette och representerar det finska landslaget.